# Kẻ trộm giấc mơ
Kẻ trộm giấc mơ (tựa tiếng Anh: Inception) là một bộ phim điện ảnh Anh – Mỹ thuộc thể loại hành động – khoa học viễn tưởng – giật gân ra mắt vào năm 2010 do Christopher Nolan làm đạo diễn, viết kịch bản và đồng sản xuất. Tác phẩm có sự tham gia diễn xuất của các diễn viên chính gồm Leonardo DiCaprio, Elliot Page, Joseph Gordon-Levitt, Marion Cotillard, Ken Watanabe, Tom Hardy, Cillian Murphy, Tom Berenger, và Michael Caine. DiCaprio vào vai Dom Cobb, một kẻ cắp chuyên nghiệp chuyên thực hiện các hoạt động gián điệp kinh tế bằng cách xâm nhập vào tiềm thức mục tiêu của anh ta. Cobb được đề nghị thực hiện một nhiệm vụ để chuộc lại cuộc đời cho mình, một nhiệm vụ bất khả thi: "ý tưởng khởi nguồn" – thông qua việc cấy ghép ý tưởng của một người vào trong tiềm thức của người khác.
Không lâu sau khi hoàn tất bộ phim Insomnia (2002), Nolan bắt tay vào viết kịch bản dài 80 trang cho một bộ phim về những "kẻ đánh cắp giấc mơ", lấy cảm hứng từ giấc mơ sáng suốt và trình bày ý tưởng này cho Warner Bros.. Cảm thấy cần có nhiều kinh nghiệm hơn trong việc sản xuất phim với quy mô lớn, Nolan tạm gác lại dự án và thay vào đó phát triển các phim Huyền thoại Người Dơi (2005), Ảo thuật gia đấu trí (2006), và Kỵ sĩ bóng đêm (2008). Quay lại với dự án, ông bỏ ra sáu tháng để rà soát lại kịch bản rồi bán nó lại cho Warner Bros. vào tháng 2 năm 2009. Đoàn làm phim đã quay tại sáu quốc gia và bốn lục địa, bắt đầu vào ngày 19 tháng 6 năm 2009 ở Tokyo và kết thúc tại Canada vào ngày 22 tháng 11 cùng năm. Bộ phim có kinh phí 160 triệu USD được chia đều giữa Warner Bros. và Legendary Pictures. Danh tiếng của Nolan cùng với thành công trước đó của Kỵ sĩ bóng đêm giúp bộ phim tiết kiệm 100 triệu USD chi phí quảng cáo, nhờ hình thức tiếp thị lan truyền.
Ngày 8 tháng 7 năm 2010, buổi công chiếu đầu tiên của Kẻ trộm giấc mơ được tổ chức tại Luân Đôn, sau đó bộ phim được chiếu tại các rạp chiếu phim ở Mỹ từ ngày 16 tháng 7 và ở Việt Nam từ ngày 6 tháng 8. Bộ phim là một thành công thương mại khi mang về hơn 800 triệu USD doanh thu trên toàn thế giới, trở thành bộ phim có doanh thu cao thứ 65 trong lịch sử. Thị trường video gia đình cũng thu về 68 triệu USD từ đĩa DVD và Blu-ray bán được. Sau khi ra mắt, tác phẩm nhận về những lời khen ngợi về dàn diễn viên, âm nhạc, hiệu ứng hình ảnh và sự sáng tạo trong kịch bản. Bộ phim đoạt bốn giải Oscar cho Quay phim xuất sắc nhất, Biên tập âm thanh xuất sắc nhất, Hòa âm hay nhất và Hiệu ứng hình ảnh xuất sắc nhất và được đề cử ở bốn hạng mục khác, gồm Phim hay nhất, Nhạc phim hay nhất, Chỉ đạo nghệ thuật xuất sắc nhất và Kịch bản gốc xuất sắc nhất.

## Nội dung
Dominick "Dom" Cobb (Leonardo DiCaprio) và cộng sự là Arthur (Joseph Gordon-Levitt) là những "người trích xuất", những người sử dụng một công nghệ thử nghiệm của quân đội cho phép xâm nhập vào tiềm thức của đối tượng để đánh cắp thông tin. Đối tượng gần đây nhất của họ là doanh nhân người Nhật, ông Saito (Ken Watanabe). Họ không trích xuất thông tin thành công khi ký ức về Mal (Marion Cotillard) – người vợ đã chết của Cobb, xuất hiện và phá vỡ giấc mơ. Saito cho biết rằng thực ra ông đang thử thách họ trước một nhiệm vụ khó khăn gọi là "ý tưởng khởi nguồn": gieo ý tưởng vào tiềm thức của một người.
Nhằm mục đích phá vỡ tập đoàn năng lượng của đối thủ Maurice Fischer (Pete Postlethwaite), Saito muốn Cobb gieo ý tưởng giải tán công ty vào tâm trí con trai Fischer là Robert Fischer (Cillian Murphy), người thừa kế tập đoàn. Nếu Cobb thành công, bằng ảnh hưởng của mình, Saito sẽ xóa bỏ các cáo buộc Cobb giết người, khi đó Cobb có thể quay trở về nhà với các con của anh. Cobb chấp nhận lời đề nghị của Saito. Cobb tập hợp một nhóm gồm Eames (Tom Hardy), người chuyên giả mạo danh tính và lấy cắp thông tin bằng cách lấy lòng tin đối tượng; Yusuf (Dileep Rao), người bào chế thuốc tạo ra loại thuốc an thần cực mạnh để ổn định "giấc mơ bên trong giấc mơ"; Ariadne (Ellen Page), sinh viên kiến trúc có nhiệm vụ thiết kế mê cung cảnh quan trong giấc mơ; và Arthur. Saito nhất quyết theo cùng để chắc chắn rằng họ thành công.
Khi ông Fischer bố qua đời tại Sydney, Robert Fischer hộ tống thi thể của ông về lại Los Angeles, và nhóm của Cobb nhân cơ hội này tiếp cận Fischer. Cobb gây mê Fischer, đưa anh ta vào giấc mơ chung với những người trích xuất. Sử dụng phương pháp "giấc mơ bên trong giấc mơ", tại một tầng giấc mơ, người mơ giấc mơ ở lại để tạo ra một "cú hích" đánh thức những người khác đang đi vào sâu hơn bên trong giấc mơ đó. Nếu trong trường hợp bình thường, chết trong giấc mơ sẽ khiến người mơ tỉnh giấc, thì loại thuốc an thần dùng để ổn định những giấc mơ này sẽ ngăn chặn điều đó; nghĩa là người nào chết trong khi đang trong nhiệm vụ này sẽ rơi vào limbo, khoảng không tiềm thức nguyên thủy vô hạn định rất khó thoát ra. Limbo không phải là một giấc mơ của riêng ai, mà là không gian chung trong đó một cá nhân có thể gây ra những thay đổi to lớn.
Ở tầng đầu tiên, giấc mơ về trung tâm thành phố trong mưa của Yusuf, cả nhóm bắt cóc được Fischer; tuy nhiên tiềm thức Fischer đã được huấn luyện để đáp trả các cuộc tấn công tiềm thức và khiến Saito bị thương nặng. Eames tạm thời giả dạng người bố đỡ đầu của Fischer, Peter Browning (Tom Berenger), để gợi ý Fischer cân nhắc về di chúc của bố anh. Yusuf ở lại tầng thứ nhất và lái chiếc xe tải, trong đó những người khác được gây mê để tiến vào tầng thứ hai, giấc mơ của Arthur về một khách sạn. Ở tầng này, những người trích xuất tiếp cận Fischer, làm anh ta tin rằng họ là những hình chiếu trong tiềm thức Fischer và chính Browning đã lên kế hoạch bắt cóc anh ta. Tại tầng ba, giấc mơ của Eames về một ngọn núi tuyết, cả nhóm nói với Fischer rằng họ đang ở trong tiềm thức của Browning, trong khi thực ra họ đang đi sâu hơn vào tiềm thức của Fischer. Ở tầng một, Yusuf bị truy đuổi và vô tình lái xe trượt khỏi cây cầu quá sớm, khởi động cú hích làm mất trọng lực trong giấc mơ của Arthur và gây lở tuyết trong giấc mơ của Eames, khiến cả nhóm đều bỏ lỡ cú hích. Arthur ứng biến tạo ra một cú hích mới bằng cách gây ra một vụ rơi thang máy có thể đồng bộ với cú tiếp nước của chiếc xe tải, trong khi cả nhóm trong giấc mơ của Eames khẩn trương hoàn tất công việc trước khi cú hích kế tiếp đến.
Saito không chịu nổi vết thương và ngã quỵ, và hình chiếu Mal của Cobb giết chết Fischer, phá hủy toàn bộ kế hoạch và khiến cả hai rơi vào limbo. Cobb và Ariadne đi vào limbo để tìm Fischer và Saito, trong khi Eames ở lại để tạo ra cú hích bằng cách đặt thuốc nổ xung quanh pháo đài. Cobb tiết lộ với Ariadne rằng anh và Mal đã ở trong limbo "50 năm" để tạo ra một thế giới bằng những ký ức chung của hai người. Tỉnh dậy trong thế giới thực, Cobb và Mal nhận ra rằng chưa đến ba giờ đồng hồ trôi qua. Tin rằng mình vẫn còn đang mơ, Mal tự sát và tuyệt vọng thuyết phục Cobb cũng làm như vậy, bằng cách buộc tội Cobb có liên quan đến cái chết của cô. Đối mặt với bản án giết người, Cobb trốn chạy khỏi nước Mỹ, để hai đứa con của anh lại trong sự chăm sóc của mẹ và bố vợ anh, giáo sư Stephen Miles (Michael Caine). Anh thú nhận rằng ngay từ đầu, chính anh đã gieo vào đầu Mal ý tưởng rằng thế giới thực là giả.
Cobb gạt bỏ mặc cảm tội lỗi về cái chết của Mal. Ariadne giết chết hình chiếu của Mal và đánh thức Robert bằng một cú hích. Bị đánh thức ở tầng thứ ba, Robert chấp nhận ý tưởng đã được cấy ghép: hình chiếu bố anh đang hấp hối trên giường bệnh mong muốn anh sẽ là chính mình. Cobb ở lại tiếp tục tìm kiếm Saito trong limbo còn những người khác theo những cú hích đồng bộ để quay về hiện thực. Cobb cuối cùng cũng tìm thấy Saito – lúc này đã già – và hai người nhớ lại thỏa thuận của mình. Cả nhóm cùng Robert Fischer thức giấc trên máy bay.
Khi về đến Los Angeles, Cobb thực hiện các thủ tục Hải quan thành công và gặp bố vợ đang đợi mình, và sau đó về nhà đoàn tụ với các con. Cobb xoay con quay nhằm xác định mình đang ở trong mơ hay đã thức tỉnh, nhưng bỏ qua nó để chào đón những đứa trẻ.

## Diễn viên

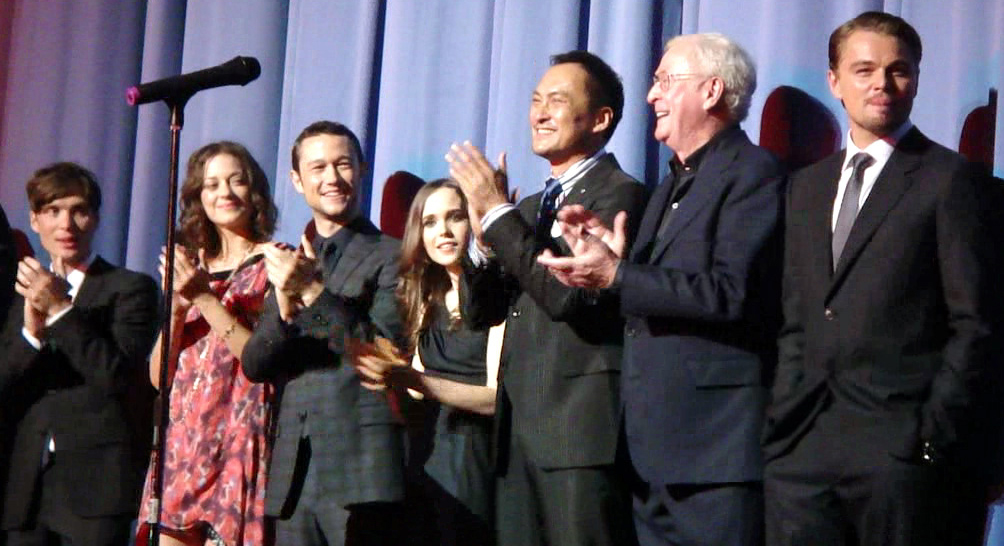
Dàn diễn viên xuất hiện trong buổi chiếu ra mắt bộ phim, tháng 7 năm 2010: Từ trái sang phải: Cillian Murphy, Marion Cotillard, Joseph Gordon-Levitt, Ellen Page, Ken Watanabe, Michael Caine, và Leonardo DiCaprio

- Leonardo DiCaprio vai Dom Cobb, một kẻ trộm nhà nghề chuyên đánh cắp bí mật của người khác bằng cách xâm nhập vào giấc mơ của họ. DiCaprio là nam diễn viên đầu tiên thử diễn cho phim.[17] Nolan từng gặp DiCaprio nhiều lần nhưng chưa thuyết phục được anh tham gia phim nào của mình trước Inception.[18] Theo trang The Hollywood Reporter, cả Brad Pitt và Will Smith cũng được mời diễn vai này.[19]
- Joseph Gordon-Levitt vai Arthur, đồng nghiệp của Cobb, có vai trò nghiên cứu các nhiệm vụ. Gordon-Levitt xem Arthur là một nhà xuất bản đối với các ý tưởng của Cobb, "anh ta nói rằng, 'Được, anh có ý tưởng rồi, bây giờ tôi sẽ tạo ra những chi tiết nho nhỏ để anh làm nhiệm vụ của mình'".[20] Nam diễn viên tự thực hiện mọi cảnh quay mạo hiểm của anh, trừ một cảnh và cho biết "công đoạn chuẩn bị thực sự là một thử thách và phải có sự chuẩn bị này để cảnh quay trông thật".[21] James Franco từng làm việc với Christopher Nolan về việc diễn vai Arthur, tuy nhiên anh đã không tham gia vì không thể sắp xếp thời gian.
- Elliot Page[a] vai Ariadne, một sinh viên kiến trúc được tuyển mộ để thiết kế khung cảnh trong giấc mơ, được mô tả như các mê cung. Trong Thần thoại Hy Lạp, Ariadne – công chúa con gái của Vua Minos, đã giúp người anh hùng Theseus vượt qua mê cung giam giữ Minotaur bằng cách trao cho ông một thanh gươm và một cuộn dây. Nolan cho biết ông chọn Page vì cô ấy là "sự kết hợp hoàn hảo giữa sự tươi trẻ, khéo léo, và trưởng thành hơn tuổi".[22] Page nói, nhân vật của cô cũng giống như người đại diện cho khán giả, vì "cô ấy cũng đang học hỏi những khái niệm này và thực chất đang hỗ trợ khán giả tìm hiểu về việc chia sẻ giấc mơ".[23] Ban đầu, Christopher Nolan chọn Evan Rachel Wood cho vai diễn này đầu tiên, nhưng nam diễn viên từ chối. Nolan đã cân nhắc thử vai Emily Blunt, Rachel McAdams, Emma Roberts, Jessy Schram, và Carey Mulligan trước khi Elliot Page được mời và chấp nhận vai diễn.
- Tom Hardy vai Eames, đồng sự của Cobb, có khả năng ăn nói sắc sảo. Eames có thể ăn cắp danh tính một người để giả dạng người đó trong thế giới giấc mơ, nhằm thao túng Fischer. Hardy mô tả nhân vật của anh là "một nhà ngoại giao đứng tuổi mang phong cách Graham Greene; kiểu như hào nhoáng, biến chất, đáng khinh – một người tình kiểu Shakespeare kết hợp với một người từ Lực lượng đặc biệt Anh quốc", mặc trang phục "tiền cũ rẻ tiền".[24]
- Ken Watanabe vai Saito, doanh nhân người Nhật thuê Cobb thực hiện nhiệm vụ này. Nolan nghĩ đến Watanabe khi viết nhân vật này, vì ông muốn tiếp tục cộng tác với Watanabe sau Batman Begins.[25] Inception là bộ phim nói tiếng Anh bối cảnh hiện đại đầu tiên của Nolan mà Watanabe tham gia. Watanabe nỗ lực làm nổi bật một nét tính cách của Saito ở mỗi tầng giấc mơ khác nhau – "Lúc đầu trong lâu đài của tôi, tôi thể hiện một vài cảm xúc ẩn giấu cho chu kỳ. Nó huyền diệu, mạnh mẽ và rồi đến giấc mơ thứ nhất. Và đến phần hai, trong khách sạn cũ, tôi thể hiện sắc sảo, thông minh và trấn tĩnh hơn và đó là một quá trình khác nhằm tạo nên nhân vật trong bất kỳ bộ phim nào".[26]
- Dileep Rao vai Yusuf. Rao mô tả Yusuf là "nhà dược học avant-garde, chuyên cung cấp tài nguyên cho người như Cobb, những người muốn làm việc này mà không bị giám sát trong khi không đăng ký và không được cho phép". Đồng sản xuất Jordan Goldberg nói vai một người bào chế thuốc "đặc biệt khó bởi bì anh không muốn ông ta trông giống như một kẻ buôn bán ma túy", và nói rằng Rao có được vai diễn vì "vui tính, thú vị và thông minh thấy rõ".[27]
- Cillian Murphy vai Robert Michael Fischer, người thừa kế đế chế kinh doanh và là mục tiêu của cả nhóm.[25] Murphy nói anh đã thể hiện Fischer là "một đứa trẻ nóng nảy rất cần bố mình quan tâm, anh có mọi thứ vật chất mà anh muốn, nhưng lại thiếu được quan tâm về cảm xúc". Nam diễn viên cũng nghiên cứu các con của Rupert Murdoch, và nói thêm rằng "việc sống trong cái bóng của một người quá quyền lực sẽ gây ra ảnh hưởng rất lớn".[28]
- Tom Berenger vai Peter Browning, bố đỡ đầu của Robert Fischer và là đồng gám đốc điều hành tại công ty của gia đình Fischer.[1] Berenger cho biết, Browning cũng giống như "người bố thay thế" đối với Robert, và nhấn mạnh, "Browning đã ở bên cạnh [Robert] cả cuộc đời anh và có thể đã dành nhiều thời gian chất lượng cho anh hơn cả bố anh".[27]
- Marion Cotillard vai Mal Cobb, người vợ đã qua đời của Dom. Cô là hiện thân cho tội lỗi của Dom về nguyên do thực sự cái chết của cô. Dom không thể nào điều khiển những hình chiếu của cô theo ý mình, gây khó khăn cho anh trong vai trò người trích xuất.[18] Nolan mô tả Mal giống như "bản chất của femme fatale," và DiCaprio khen ngợi vai diễn của Cotillard: "Cô ấy có thể vừa mạnh mẽ, vừa dễ tổn thương, vừa đầy hứa hẹn, vừa đầy tuyệt vọng cùng một lúc, và điều này thật hoàn hảo cho những mâu thuẫn trong nhân vật của cô".[29]
- Pete Postlethwaite vai Maurice Fischer, người bố đang hấp hối của Robert Fischer và là người sáng lập ra cả một đế chế kinh doanh. Bộ phim là một trong ba phim cuối cùng mà Postlethwaite tham gia trước khi ông qua đời đầu năm 2011.
- Michael Caine vai giáo sư Stephen Miles, người hướng dẫn và cũng là bố vợ của Cobb,[27] đồng thời là giáo sư của Adriadne và ông đã gợi ý cả nhóm mời cô tham gia.[30]
- Lukas Haas vai Nash, một kiến trúc sư được Cobb thuê và đã phản bội nhóm, sau này thay thế bởi Ariadne.[31]
- Talulah Riley vai người phụ nữ mà Eames giả trang trong giấc mơ. Riley rất thích vai diễn, mặc dù chỉ là một vai nhỏ – "Tôi mặc trang phục đẹp, làm quen với đàn ông ở quầy bar, rồi sau đó xô ông ta ra trong thang máy. Thật tuyệt khi làm điều gì đó người lớn một chút. Thường thì tôi diễn vai nữ sinh Anh 15 tuổi".[32]

## Sản xuất

### Phát triển

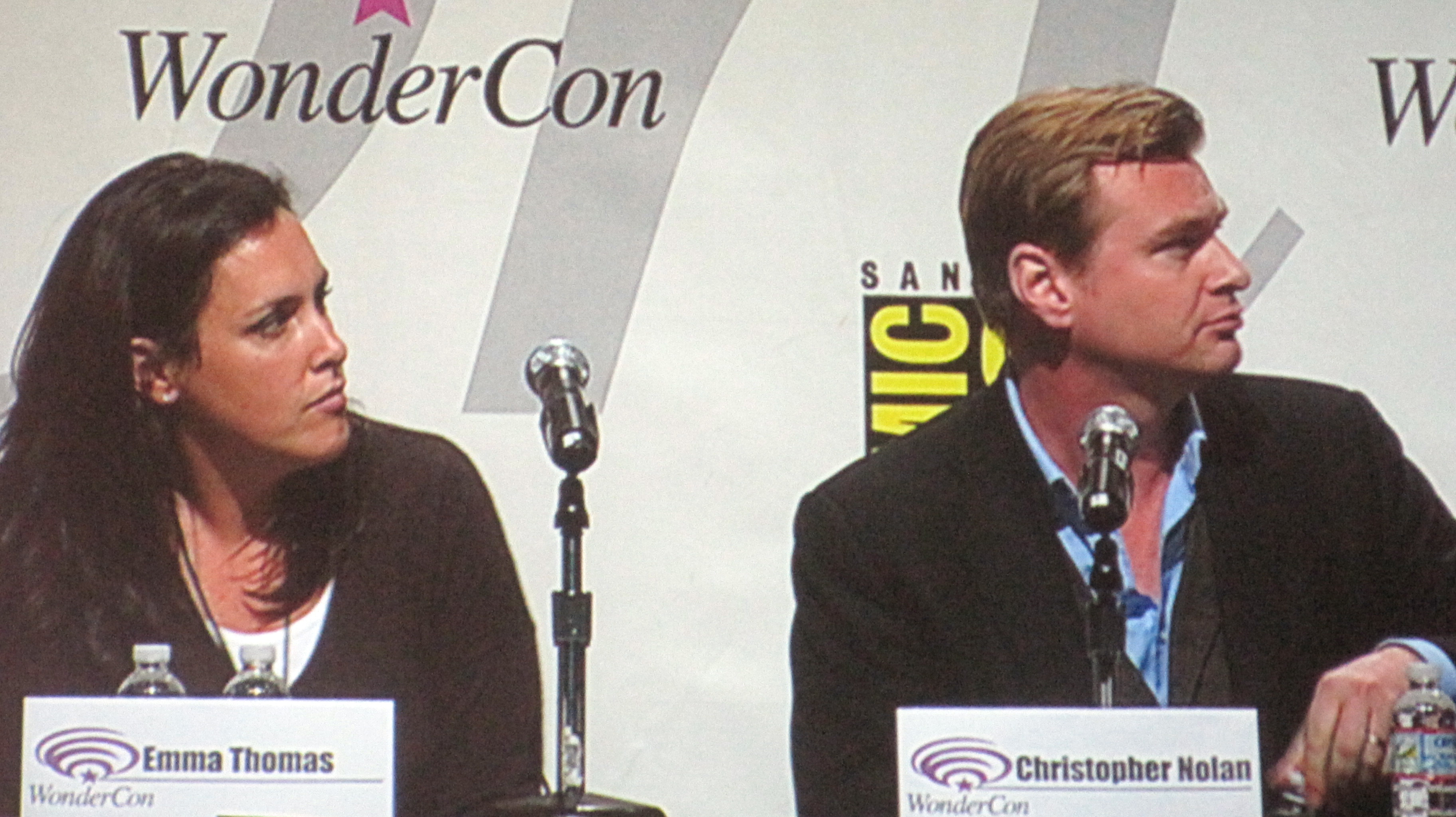
Emma Thomas và Christopher Nolan trả lời câu hỏi về Inception

Ban đầu, Nolan viết bản thảo dài 80 trang nói về những kẻ đánh cắp giấc mơ. Nolan hình dung Inception sẽ là một bộ phim kinh dị, tuy nhiên ông viết nó theo thể loại phim trộm cướp, mặc dù cho rằng các phim trộm cướp "thường hời hợt về mặt cảm xúc". Khi xem lại kịch bản, Nolan thấy đưa phim vào thể loại này là không phù hợp khi bộ phim "dựa rất nhiều vào ý tưởng về những thứ bên trong, ý tưởng về giấc mơ và ký ức. Tôi nhận thấy tôi phải đặt cược nhiều hơn vào cảm xúc". Nolan làm việc với kịch bản trong chín đến mười năm. Khi ông bắt đầu nghĩ đến việc làm phim, Nolan có được cảm hứng từ "thời đại điện ảnh mà bạn có The Matrix (1999), có Dark City (1998), có The Thirteenth Floor (1999) và thậm chí là Memento (2000) nữa. Chúng đều dựa trên mốc khởi điểm là thế giới xung quanh bạn có thể không thật".
Năm 2001, Nolan gửi bản thảo đầu tiên cho Warner Bros., nhưng sau đó ông cảm thấy cần nhiều kinh nghiệm trong việc sản xuất phim với quy mô lớn, và chuyển sang thực hiện các phim Batman Begins và The Dark Knight. Ông sớm nhận ra rằng một bộ phim kiểu Inception cần rất nhiều ngân sách bởi vì "khi bạn nói về giấc mơ, tiềm năng của trí óc con người là vô tận. Và vì vậy bộ phim cũng phải có cảm giác vô tận. Bạn phải có cảm giác là bạn có thể đi bất cứ đâu khi bộ phim kết thúc. Và bộ phim phải được thực hiện với quy mô cực lớn". Sau khi hoàn tất The Dark Knight, Nolan quyết định tiếp tục thực hiện Inception và bỏ ra sáu tháng để hoàn thành kịch bản. Nolan nói rằng chìa khóa để hoàn thiện kịch bản là tự hỏi điều gì sẽ xảy ra khi nhiều người cùng mơ chung một giấc mơ. "Khi bỏ qua yếu tố riêng tư, bạn đã tạo ra vô số những thế giới khác nhau mà mọi người đều có thể tương tác có hiệu lực, có trọng lượng, có ảnh hưởng mạnh mẽ".
Leonardo DiCaprio là nam diễn viên đầu tiên thử diễn cho phim. Nolan đã tìm cách làm việc với anh trong nhiều năm và gặp anh vài lần, nhưng chưa thể thuyết phục anh tham gia phim nào của mình trước Inception. DiCaprio cuối cùng đồng ý vì anh cảm thấy "bị hấp dẫn bởi ý tưởng này—ý tưởng về việc đánh cắp giấc mơ và làm cách nào nhân vật này có thể mở khóa thế giới giấc mơ của anh ta và làm ảnh hưởng mạnh mẽ đến thế giới thực như thế". DiCaprio đọc kịch bản, nói rằng nó "viết rất tốt và toàn diện, nhưng bạn phải gặp Chris ở ngoài mới có thể hiểu hết về những điều quanh quẩn trong đầu ông ấy tám năm trời". DiCaprio và Nolan thảo luận về kịch bản trong nhiều tháng. Nolan dành nhiều thời gian để viết lại kịch bản, "đảm bảo rằng hành trình cảm xúc của Cobb là động lực của cả bộ phim". Ngày 11 tháng 2 năm 2009, Warner Bros. mua lại kịch bản Inception của Nolan.

### Địa điểm và cảnh quay
Ngày 19 tháng 6 năm 2009, phim bắt đầu quay tại Tokyo, với cảnh Saito thuê Cobb lần đầu khi bay phía trên thành phố trong một chiếc trực thăng.
Sau đó đoàn làm phim đến Anh và thực hiện nhiều cảnh quay trong một nhà để khí cầu ở Cardington, Bedfordshire, phía Bắc London. Ở đó, đoàn phim dựng nên cảnh quầy bar khách sạn nghiêng 30 độ. Cũng tại đây, nhà thiết kế sản xuất Guy Hendrix Dyas, nhà giám sát hiệu ứng đặc biệt Chris Corbould và đạo diễn hình ảnh Wally Pfister đã xây dựng một hành lang khách sạn có thể xoay 360 độ để thể hiện hiệu ứng trọng lực từ nhiều hướng khác nhau cho các cảnh quay tại tầng thứ hai của giấc mơ. Ý tưởng này được lấy cảm hứng từ kỹ thuật trong 2001: A Space Odyssey (1968) của Stanley Kubrick. Nolan nói, "Tôi rất thích thú khi đưa những ý tưởng, kỹ thuật và lý thuyết vào trong cảnh quay hành động". Đoàn làm phim ban đầu chỉ định làm hành lang dài 12 m, nhưng càng hoàn thiện cảnh quay, hành lang càng được kéo dài ra đến 30 m. Hành lang này nằm trong tám vòng tròn đồng tâm, cách đều nhau và được cấp nguồn bởi hai động cơ điện. Joseph Gordon-Levitt, vai Arthur, luyện tập đánh nhau trong hành lang xoay vòng mà anh mô tả là "một cái bánh xe chuột khổng lồ". Nolan nói về thiết bị này, "Nó như một loại máy tra tấn vậy; chúng tôi đè bẹp Joseph trong mấy tuần lễ, nhưng cuối cùng khi nhìn lại cảnh quay, nó không giống như thứ gì chúng tôi từng nhìn thấy trước đây. Nhịp điệu của nó độc đáo, nên dù bạn biết chúng tôi thực hiện như thế nào, khi xem phim bạn vẫn bị bối rối". Gordon-Levitt nhớ lại, "hệt như là bạn về nhà khi bị đánh bầm dập vậy... Những cái bóng đèn trên trần nhà lại ở đâu đó dưới sàn, và bạn phải biết lúc nào bước qua chúng, nếu không, bạn té". Ngày 15 tháng 7 năm 2009, đoàn phim tiếp tục quay tại University College London cho những cảnh có bối cảnh tại trường đại học kiến trúc Paris, gồm có thư viện, Phòng trưng bày Flaxman và Nhà hát Gustav Tuck.
Cảnh quay tiếp theo diễn ra tại Pháp, gồm cảnh Cobb bước vào một trường đại học kiến trúc (cảnh cổng vào quay tại Musée Galliera) và đoạn nói chuyện giữa Ariadne và Cobb ở một bistro (được dựng lên giữa góc Rue César Franck với Rue Bouchut), sau đó tại cầu Bir-Hakeim. Giới chức địa phương không cho phép dùng thuốc nổ thật cho cảnh quay vụ nổ ở bistro, nên đoàn làm phim đã dùng nitơ áp suất cao để tạo ra hiệu ứng nổ dây chuyền. Pfister sử dụng sáu máy quay tốc độ lớn để quay lại cảnh quay từ nhiều góc khác nhau, đảm bảo họ có được cảnh quay. Sau đó, bộ phận hiệu ứng hình ảnh tiếp tục hoàn thiện đoạn phim, thêm vào nhiều mảnh vỡ bay và sự tàn phá cho khung cảnh. Đoàn làm phim dùng phông xanh và CGI cho cảnh "gấp Paris" và khi Ariadne "tạo ra" những cây cầu.
Đoàn làm phim thực hiện cảnh Cobb thuê Eames và Yusuf tại Tangier, Maroc, trong phim cảnh này diễn ra tại Mombasa. Cảnh chạy bộ rượt đuổi được quay trên những đường phố và hẻm nhỏ ở khu medina. Pfister dùng một máy quay cầm tay kết hợp với steadicam để quay cảnh này. Tangier cũng đồng thời là địa điểm quay vụ bạo loạn trong cảnh quay đầu tiên trong trí óc Saito.
Đoàn phim tiếp tục di chuyển đến khu vực Los Angeles. Ở đây, nhiều khung cảnh được dựng lên tại sân khấu âm thanh của Warner Brothers, gồm có nội thất trong lâu đài Nhật của Saito (ngoại cảnh quay tại bãi biển Malibu). Phòng ăn lấy cảm hứng từ Lâu đài Nijo xây dựng khoảng năm 1603. Các cảnh quay này mang phong cách kiến trúc Nhật Bản và cả phương Tây. Họ đồng thời tạo dựng cảnh rượt đuổi trên đường phố Los Angeles, gồm cảnh một đoàn tàu lửa chạy giữa đường. Để làm được điều này, đoàn phim cấu hình động cơ tàu trên khung gầm của một chiếc đầu máy xe kéo. Những bộ phận còn lại được chế tạo bằng mẫu sợi thủy tinh lấy từ các bộ phận thật của tàu lửa và được làm giống hệt về màu sắc và kiểu dáng. Thêm vào đó, cuộc rượt đuổi cũng phải quay giữa cơn mưa tầm tã, tuy nhiên thời tiết L.A. nắng thường xuyên khiến đoàn phim phải sử dụng các hiệu ứng phức tạp như vòi rồng từ mái nhà để khán giả có cảm giác rằng thời tiết vô cùng u ám. L.A. cũng là địa điểm đoàn phim quay cảnh cao trào trong đó chiếc xe tải Ford Econoline lao khỏi cầu Schuyler Heim. Cảnh này được quay đi quay lại hàng tháng trời với chiếc xe được đẩy ra khỏi một khẩu pháo, theo lời diễn viên Dileep Rao. Phần quay những diễn viên rơi trong chiếc xe mất cả ngày. Khi chiếc xe tải chạm mặt nước, các diễn viên phải thể hiện bình tĩnh và không được hoảng hốt. Cillian Murphy nói "Khi họ yêu cầu bạn diễn vậy thì họ yêu cầu hơi khó". Các diễn viên phải ở dưới nước từ bốn đến năm phút và thở bằng không khí từ bình dưỡng khí. Cảnh nhà của Cobb được quay tại Pasadena. Cảnh hành lang khách sạn quay tại tòa nhà CAA ở Century City. Limbo quay tại địa điểm ở Los Angeles và Maroc, trong đó cảnh bãi biển quay tại Palos Verdes với những tòa nhà dựng bằng CGI. Đoàn phim chủ yếu quay cảnh limbo tại đường N Hope ở Los Angeles, với sự kết hợp của phông xanh và CGI cho phong cảnh xung quanh.
Cảnh quay trong tầng thứ ba của giấc mơ được quay tại Alberta khi đoàn phim phát hiện một khu trượt tuyết đang tạm thời đóng cửa, Fortress Mountain, vào tháng 11 năm 2009. Mất ba tháng để đoàn làm phim dựng nên cảnh quay gần ga chairlift trên của khu trượt tuyết. Để quay cảnh này, họ phải chờ đợi một trận tuyết lở mà cuối cùng cũng đến. Cảnh rượt đuổi trên tuyết do Nolan lấy cảm hứng từ phim James Bond ưa thích của ông, On Her Majesty's Secret Service (1969): "Điều tôi thích ở phim đó mà chúng tôi cố tạo dựng lại trong phim này là sự cân bằng phi thường giữa hành động và quy mô và chủ nghĩa lãng mạn và bi kịch và cảm xúc".

### Kỹ thuật quay phim
Bộ phim được quay chủ yếu bằng định dạng anamorphic trên phim 35 mm, với những cảnh quan trọng quay trên phim 65 mm, và những cảnh trên không quay trên VistaVision. Nolan không quay cảnh nào bằng máy quay IMAX như ông đã thực hiện với The Dark Knight. "Chúng tôi cảm thấy không thể quay trên IMAX bởi vì kích thước của những chiếc máy quay bởi vì bộ phim này liên quan đến một lĩnh vực siêu thực, về thế giới giấc mơ, tôi muốn nó thực tế hết mức có thể. Không bị ràng buộc bởi kích thước của máy quay IMAX, mặc dù tôi rất thích định dạng đó". Nolan và Pfister cũng thử quay bằng Showscan và Super Dimension 70 là những công nghệ quay khổ lớn có tỉ lệ khung hình cao, tuy nhiên không sử dụng chúng khi quay chính thức. Những cảnh quay chậm được thực hiện bằng máy quay 35mm Photo-Sonics với tốc độ chụp lên đến 1000 khung hình mỗi giây. Wally Pfister đã thử quay những cảnh này bằng máy quay phim kỹ thuật số, tuy nhiên ông nhận thấy định dạng này không đáng tin cậy vì có nhiều trục trặc kỹ thuật. "Trong số sáu lần chúng tôi quay bằng máy kỹ thuật số, chỉ có một lần chúng tôi thu được kết quả sử dụng được và nó còn không xuất hiện trong phim. Trong số sáu lần chúng tôi quay bằng máy quay Photo-Sonics với phim 35mm, mọi cảnh quay đều xuất hiện trong phim." Nolan quyết định không quay trên định dạng 3D vì ông thích quay lên phim bằng ống kính tiêu cự cố định hơn, trong khi máy quay 3D không thể đáp ứng được điều này. Nolan cũng đồng thời chê kiểu hình ảnh mờ mờ khi chiếu ảnh 3D, và tranh luận rằng phim truyền thống không chấp nhận nhận thức chiều sâu thực tế, nói rằng "Tôi nghĩ gọi 3D so với 2D là gọi sai. Điểm mấu chốt của hình ảnh điện ảnh là nó phải mang tính chất ba chiều... 95% trong số các tín hiệu chiều sâu của chúng tôi có từ đổ bóng không gian, độ phân giải, màu sắc và những thứ khác, vì thế gọi một phim 2D là 'phim 2D' có thể hơi gây hiểu lầm". Trong quá trình hậu kỳ, Nolan thử chuyển Inception sang định dạng 3D và tuy có thể thực hiện được về mặt kỹ thuật, ông quyết định không tiếp tục vì thiếu thời gian hoàn thiện bản chuyển đổi sang một kiểu định dạng vừa ý. Tháng 2 năm 2011, Jonathan Liebesman cho biết Warner Bros. đang thử chuyển phim sang định dạng 3D để phát hành trên đĩa Blu-ray.
Wally Pfister cho mỗi tầng giấc mơ một sắc thái khác nhau: ngọn núi tuyết mang vẻ khô khốc và lạnh lẽo, hành lang khách sạn có màu sắc ấm áp, còn những cảnh trong chiếc xe tải lại có sắc thái trung tính. Việc này giúp khán giả nhận ra vị trí của câu chuyện khi bộ phim có nhiều đoạn liên tục chuyển cảnh.
Nolan nói rằng bộ phim "nói về các tầng của thực tế, và nhận thức về thực tế là thứ tôi rất thích thú. Nó là một bộ phim hành động bối cảnh thế giới hiện đại, nhưng có một chút khuynh hướng khoa học viễn tưởng", đồng thời mô tả nó là "một cuộc phiêu lưu hành động trải dài cả địa cầu".

### Hiệu ứng hình ảnh
Nolan chủ yếu sử dụng hiệu ứng thực tế cho những cảnh quay trong Inception, chỉ dùng rất ít CGI. Ông nói, "Tôi rất coi trọng việc làm được nhiều nhất có thể bằng máy quay, và sau đó, nếu cần, đồ họa vi tính sẽ giúp ích trong việc hoàn thiện những gì bạn đã đạt được". Để thực hiện điều này, nhà giám sát hiệu ứng hình ảnh Paul Franklin xây dựng một mô hình của pháo đài tuyết và cho nổ tung nó. Để thực hiện cảnh đánh nhau trong điều kiện không trọng lực, ông dùng các hiệu ứng mô phỏng hình ảnh trên máy tính để "bẻ cong vật lý, không gian và thời gian một cách tinh tế".
Hiệu ứng hình ảnh khó thực hiện nhất là thành phố "limbo" ở phần cuối bộ phim vì nó cũng được xây dựng và hoàn thiện trong suốt quá trình làm phim. Nolan đưa ra ý tưởng cho Franklin: "Cái gì đó lạnh lẽo ảm đạm, với kiến trúc hiện đại, nhưng bị vỡ thành từng khối và rơi xuống biển như những tảng băng trôi". Franklin và các họa sĩ đưa ra "một nơi giống như phiên bản tảng băng của thành phố Gotham với nước chảy bên dưới nó". Họ dựng lên mô hình cơ bản của dòng sông băng và rồi các nhà thiết kế thêm vào đó đường phố, giao lộ và khe nước cho đến khi họ có một thành phố phức tạp nhưng trông gọn gàng. Để thực hiện cảnh gấp đôi thành phố Paris, Franklin yêu cầu các họa sĩ vẽ vài bản vẽ ý tưởng và họ tạo ra chuyển động máy tính thô để họ có ý niệm về việc cảnh quay sẽ như thế nào. Sau này, trong quá trình quay chính thức, Nolan chỉ dẫn Leonardo DiCaprio và Ellen Page diễn xuất dựa trên hoạt cảnh thô này. Inception có gần 500 ảnh có hiệu ứng, có thể coi là ít nếu so sánh với các phim hiệu ứng cùng thời – những phim có thể chứa đến 1.500 hay 2.000 ảnh có hiệu ứng đặc biệt.

### Âm nhạc
Hans Zimmer đảm nhận vai trò viết nhạc cho Inception. Ông mô tả tác phẩm của mình là "nặng phong cách điện tử, và rất dày", chứa đầy "nỗi nhớ và nỗi buồn" để phù hợp với cảm xúc của Cobb xuyên suốt bộ phim. Zimmer viết nhạc đồng thời với quá trình làm phim, và có bao gồm một đoạn guitar gợi nhớ đến Ennio Morricone, chơi bởi Johnny Marr, cựu guitar của The Smiths. 
Bài hát "Non, je ne regrette rien" ("Không, tôi không hối hận điều gì") của Édith Piaf xuất hiện nhiều lần trong phim, dùng để tính toán thời gian trong các giấc mơ, và Zimmer chuyển một số đoạn bài hát thành giai điệu trong nhạc phim.
Album soundtrack được phát hành vào ngày 11 tháng 7 năm 2010 bởi hãng Reprise Records. Trên đĩa 2 của bộ hai đĩa phim Blu-ray cũng chứa phần lớn nhạc phim với độ phân giải cao, âm thanh vòng 5.1. Với tác phẩm này, Hans Zimmer nhận được đề cử tại Giải Oscar lần thứ 83 năm 2011 cho Nhạc phim hay nhất.

## Chủ đề

### Giấc mơ và thực tại

Trong phim, cầu thang Penrose là ví dụ cho những cấu trúc không thể có trong thực tế nhưng vẫn tạo ra được trong giấc mơ sáng suốt.

Trong Inception, Nolan muốn khám phá "ý tưởng mọi người chia sẻ một không gian mơ với nhau... Nó cho bạn khả năng đi vào trong tiềm thức của người khác. Điều đó sẽ được dùng làm gì và sẽ bị lạm dụng như thế nào?" Phần lớn nội dung phim diễn ra trong thế giới giấc mơ liên kết với nhau. Kiểu kiến trúc này tạo ra một nơi mà mọi hoạt động trong mơ và trong đời thực đan xen vào nhau. Giấc mơ luôn luôn được xây dựng, và nó thay đổi khi những nhân vật di chuyển trong đó. Ngược lại, thế giới của The Matrix (1999) là một thế giới độc đoán được điều khiển bằng máy tính, ám chỉ đến lý thuyết kiểm soát xã hội được phát triển bởi Michel Foucault và Jean Baudrillard. Thế giới của Nolan có nhiều điểm chung hơn với tác phẩm của Gilles Deleuze và Félix Guattari.
David Denby của The New Yorker so sánh cách Nolan xử lý những giấc mơ với cách của Luis Buñuel trong Belle de Jour (1967) và The Discreet Charm of the Bourgeoisie (1972). Theo Denby, Nolan "có đầu óc trực nghĩa" ("a literal-minded man") không như Buñuel, người "âm thầm đẩy chúng ta vào trong mơ mộng ảo tưởng và để tự chúng ta tận hưởng trong kinh ngạc, nhưng Nolan lại đang biểu diễn nhiều mức độ trong cùng một lúc đến nỗi anh ta phải đưa vào hàng trang đối thoại chỉ để giải thích điều gì đang xảy ra". Buñuel bắt được "cường độ ác tính đặc thù của những giấc mơ thật."
Deirdre Barrett, nhà nghiên cứu giấc mơ của Đại học Harvard, nói rằng không phải mọi chi tiết về giấc mơ mà Nolan đưa vào phim đều chính xác, tuy nhiên tính chất vô lý, lan man và nội dung rời rạc của nó cũng không khiến nó là một bộ phim ly kì hấp dẫn. Tuy nhiên "ông ấy cũng đúng về nhiều mặt," bà nói, trích dẫn cảnh Cobb bị xô vào bồn tắm trong khi đang ngủ, và trong giấc mơ nước ập vào ngôi nhà thông qua lối cửa sổ, đánh thức anh ta dậy. "Đó chính xác là cách các kích thích hoạt động, và bạn thường là thức giấc ngay sau tác động đó".
Nolan nói, "Tôi cố gắng làm rõ rằng việc xâm nhập và điều khiển giấc mơ là một kỹ năng mà những người này có được. Thực sự là kịch bản được dựa trên những khái niệm chung và rất cơ bản, và chúng có thể đưa bạn tới đâu? Thực sự thì, ý tưởng lạ lùng duy nhất trong bộ phim này là sự tồn tại của một công nghệ cho phép bạn đi vào và chia sẻ giấc mơ với một người khác."

### Giấc mơ và màn ảnh
Nhiều người khác tranh luận rằng chính bộ phim là một phép ẩn ý ám chỉ việc làm phim, hay chính trải nghiệm xem phim, những hình ảnh nhấp nháy trước mắt một người bên trong một căn phòng tối, cũng giống như một giấc mơ. Viết trên Wired, Jonah Lehrer ủng hộ cách giải thích này và đưa ra các bằng chứng rằng các hoạt động não trong quá trình xem phim và khi ngủ là rất giống nhau. Trong cả hai trường hợp, vỏ não thị giác hoạt động mạnh và vỏ não trước trán, vùng có chức năng luận lý, phân tích và tự ý thức, lại yên tĩnh. Paul tranh luận rằng chính việc đi đến rạp chiếu phim cũng là một hình thức luyện tập chia sẻ giấc mơ, đặc biệt là khi xem Inception: những cảnh phim cắt nhanh khiến người xem phải nỗ lực hơn để ghép các mảnh câu chuyện lại với nhau. Quá trình tiêu thụ hình ảnh diễn ra song song với việc tạo ra chúng. Giống như trong phim, trong rạp chiếu, một người đi vào không gian giấc mơ của người khác, trường hợp này là của Nolan, và như với bao tác phẩm nghệ thuật khác, cách người xem đọc nó bị tác động bởi tiềm thức và mong muốn chủ quan của người khác. Ở cầu Bir-Hakeim tại Paris, Ariadne tạo ra ảo ảnh vô tận bằng cách đặt hai tấm gương song song nhau bên dưới gầm cầu, Stephanie Dreyfus trong la Croix hỏi rằng "Đây không phải là một phép ẩn dụ đẹp đẽ, mạnh mẽ của điện ảnh và sức mạnh ảo giác của nó hay sao?"

## Kỹ thuật điện ảnh

### Thể loại
Nolan đưa vào phim nhiều yếu tố của các thể loại phim khác nhau, chủ yếu là khoa học viễn tưởng, trộm cướp (tiếng Anh: heist film) và film noir.
Marion Cotillard vai "Mal" Cobb, hình chiếu của tội lỗi của Dom Cobb về cái chết của vợ anh. Là nhân vật phản diện chính của bộ phim, Mal thường xuyên ác ý xuất hiện trong những giấc mơ của anh. Dom không có khả năng điều khiển những hình chiếu này, và chúng gây khó khăn cho anh trong vai trò người trích xuất. Nolan mô tả Mal như "bản chất của femme fatale", yếu tố noir được ám chỉ trong phim. Như kiểu "femme fatale cổ điển", mối quan hệ giữa cô với Cobb diễn ra trong đầu anh, là biểu hiện của chứng loạn thần kinh và nỗi sợ rằng anh hiểu quá ít về người phụ nữ mà anh yêu. DiCaprio khen ngợi vai diễn của Cotillard: "Cô ấy có thể vừa mạnh mẽ, vừa dễ tổn thương, vừa đầy hứa hẹn, vừa đầy tuyệt vọng cùng một lúc, và điều này thật hoàn hảo cho những mâu thuẫn trong nhân vật của cô".
Nolan bắt đầu Inception với cấu trúc của một bộ phim trộm cướp, bởi vì phần mở đầu hay phần trình bày (tiếng Anh: exposition) – quá trình đưa ra các thông tin cơ bản về bối cảnh và sự kiện diễn ra trước nội dung chính – là quá trình đóng vai trò đặc biệt trong các phim thể loại này, sau đó điều chỉnh nó để có mức độ thể hiện cảm xúc phù hợp hơn cho thế giới giấc mơ và tiềm thức. Denby phỏng đoán, "lớp vỏ bên ngoài của câu chuyện cũng là một câu chuyện caper phức tạp". Kristin Thompson tranh luận rằng phần mở đầu là một phần rất quan trọng trong phim. Trong khi bộ phim trộm cướp truyền thống đưa ra hàng loạt những thông tin ban đầu trong phần mở đầu của phim và một đội nhóm được lập ra và người chỉ đạo đưa ra kế hoạch, thì trong Inception việc này diễn ra gần như liên tục khi nhóm người bước sang các tầng khác nhau của giấc mơ. Ba phần tư bộ phim, từ đầu phim đến khi chiếc xe tải bắt đầu rơi khỏi cây cầu, là dành cho việc giải thích câu chuyện. Theo cách này, quá trình trình bày được ưu tiên hơn quá trình xây dựng tính cách nhân vật. Các nhân vật liên hệ với nhau bằng vai trò và kỹ năng của họ. Ariadne tạo ra mê cung và hướng dẫn những người khác đi qua nó, và giúp Cobb điều chỉnh tiềm thức của chính anh, và với vai trò là người duy nhất đang tìm hiểu về việc chia sẻ giấc mơ, cô đồng thời giúp khán giả có được khái niệm về cốt truyện.
Nolan lấy cảm hứng từ các tác phẩm của Jorge Luis Borges, cảm hứng nhân vật "Ariadne" từ bộ phim anime Paprika (2006) của Satoshi Kon, và Blade Runner (1982) của Ridley Scott.

### Kết thúc
Bộ phim kết thúc với cảnh con quay bắt đầu loạng choạng (nhưng không ngã), gợi lên suy nghĩ về việc cảnh cuối cùng diễn ra trong thực tại hay là trong một giấc mơ khác. Nolan khẳng định rằng ông đã chủ ý để cho có sự mơ hồ này: "Người ta hỏi tôi câu này nhiều lần hơn về bất cứ bộ phim nào tôi từng làm... Điều khiến tôi thấy thú vị là họ thực sự mong đợi tôi trả lời". Kịch bản phim kết thúc với câu "Phía sau anh ta, trên bàn, con quay VẪN ĐANG QUAY. Còn chúng ta – MỜ DẦN". Tuy nhiên, Christopher Nolan cũng nói thêm, "Tôi cho cắt cảnh ở đoạn đó, áp đặt sự mơ hồ lên phim. Tôi luôn cảm thấy đó là cái kết đúng – tôi luôn cảm thấy nó là một 'cú hích' thích hợp... Điểm cốt yếu nằm ở chỗ—và đây là cái mà tôi trả lời mọi người—là Cobb không hề nhìn vào con quay. Anh ấy nhìn những đứa trẻ. Anh ấy bỏ nó lại phía sau. Đó chính là ý nghĩa cảm xúc của nó."
Một số chuyên gia chỉ ra rằng thực sự con quay không phải là tổ vật của Cobb, cho rằng cuộc tranh luận là không liên quan. Họ chỉ ra rằng con quay là tổ vật của Mal; còn của Cobb là chiếc nhẫn cưới của anh, bởi vì bất cứ lúc nào Cobb ở trong một giấc mơ thì anh đeo chiếc nhẫn đó, còn ngoài thực tại thì không. Khi anh đưa hộ chiếu cho viên sĩ quan, tay anh không đeo nhẫn; vì thế anh đã ở trong thực tại khi gặp con mình. Thêm nữa, những đứa trẻ được thể hiện bởi các diễn viên khác, cho biết chúng đã lớn hơn.
Tháng 9 năm 2010, Michael Caine giải thích phần kết theo ông, "Nếu tôi có mặt ở đó thì nó là thật, bởi vì tôi chưa bao giờ ở trong giấc mơ. Tôi là người phát minh ra giấc mơ". Nolan nói "bộ phim không nói rõ ràng rằng thế này hay thế kia". Ông nói thêm rằng con quay không phải là yếu tố quan trọng nhất của đoạn kết: "Tôi đọc được rất nhiều cách hiểu sai... Thứ quan trọng nhất liên quan đến con quay ở phần cuối phim là việc Cobb không hề nhìn nó. Anh không quan tâm."

## Phát hành

### Tiếp thị
Warner Bros. đã chi 100 triệu đô la để quảng bá cho bộ phim. Mặc dù Inception không phải là phần tiếp nối của phim nào trước đó, nhưng Sue Kroll, giám đốc quảng bá toàn cầu của Warner, nói rằng công ty tin bộ phim vẫn sẽ được biết đến vì sức mạnh của "thương hiệu Christopher Nolan". Kroll nói "Chúng tôi không có cái tên thương hiệu có thể mang đến một đợt mở màn mùa hè doanh thu cao, nhưng chúng tôi có dàn diễn viên rất tuyệt và ý tưởng tươi mới từ một nhà làm phim có lịch sử làm ra những bộ phim tuyệt vời. Nếu có những yếu tố này mà còn không thành công thì đúng thật là một ngày buồn". Studio cũng cố thực hiện một chiến dịch quảng cáo bí mật—theo báo cáo của phó giám đốc tiếp thị tương tác, Michael Tritter, "Bạn có một bộ phim mà lượng người hâm mộ tiềm năng là rất nhiều... nhưng bạn cũng có một bộ phim mà bạn muốn giữ nó hết sức bí mật. Chris [Nolan] rất thích việc mọi người đến xem phim của ông trong rạp chứ không phải xem ở đâu đó bên ngoài, nên mọi thứ bạn làm để quảng bá nó là để mồi sự hứng thú cho khán giả".
Một chiến dịch tiếp thị lan truyền được áp dụng cho bộ phim. Sau khi trailer đầu tiên được hé lộ, vào tháng 8 năm 2009, trên trang web chính thức của phim xuất hiện đoạn phim về con quay của Cobb. Tháng 12, con quay ngã đổ và trang web đưa ra một trò chơi trực tuyến tên là Mind Crime, khi hoàn thành sẽ hé mở áp phích quảng cáo của Inception. Chiến dịch quảng bá tiếp tục diễn ra tại WonderCon vào tháng 4 năm 2010, tại đây Warner tặng miễn phí nhiều áo phông quảng cáo có in hình chiếc cặp PASIV dùng để tạo ra không gian giấc mơ, và mã QR đến hướng dẫn trực tuyến của thiết bị này. Trò chơi Mind Crime tiếp tục có màn 2, cung cấp nhiều tài nguyên hơn, gồm cả một trailer ẩn của phim. Các hoạt động khác trong chiến dịch quảng bá tiếp tục diễn ra trước ngày phát hành Inception, bao gồm quyển hướng dẫn chứa nhiều hình ảnh và thông điệp kì lạ được gửi đến tạp chí Wired, và các trang xuất bản phần mềm ứng dụng, áp phích, quảng cáo trực tuyến có liên quan đến bộ phim. Warner đồng thời ra mắt truyện tranh trục tuyến Inception: The Cobol Job, lấy bối cảnh trước khi bộ phim diễn ra.
Trailer chính thức được phát hành thông qua trò chơi Mind Game vào ngày 10 tháng 5 năm 2010 được đón nhận rất tốt. Trong trailer là đoạn nhạc phim "Mind Heist" sáng tác bởi nhạc sĩ Zack Hemsey, thay vì nhạc phim gốc. Bản trailer nhanh chóng được lan truyền với nhiều kiểu mashup sao chép phong cách của nó, không chỉ bởi những người nghiệp dư trên các trang mạng như YouTube mà cả bởi dân chuyên nghiệp từ các trang như CollegeHumor. Ngày 7 tháng 10 năm 2010, một video phía sau màn ảnh được phát hành với định dạng HD trên Yahoo! Movies.

### Thị trường gia đình
Inception được phát hành trên DVD và Blu-ray vào ngày 3 tháng 12 năm 2010 tại Pháp, và trong tuần sau đó tại Anh và Mỹ (7 tháng 12 năm 2010). Warner Bros. đồng thời phát hành tại Hoa Kỳ một phiên bản đĩa Blu-ray gói trong một chiếc cặp giống như cặp PASIV, và bao gồm những chi tiết bổ sung như con quay tổ vật. Với số lượng sản xuất dưới 2000, sản phẩm này nhanh chóng hết hàng trong vòng hai ngày cuối tuần.

### Trò chơi điện tử dự kiến
Nolan nói trong một cuộc phỏng vấn vào tháng 11 năm 2010 rằng ông có ý định sản xuất một trò chơi điện tử lấy bối cảnh thế giới của Inception, cùng một nhóm cộng tác. Ông mô tả nó là "một đề xuất dài hạn", nói về ý tưởng trò chơi điện tử là "điều mà tôi muốn khám phá".

### Hậu bản
Khi được hỏi rằng liệu bộ phim có thể có phần sau, Nolan trả lời "Tôi không muốn nói là không, nhưng tôi cũng sẽ không suy nghĩ nhiều về nó". Tom Hardy nói anh và các diễn viên khác đã ký thỏa thuận tham gia các phần sau nếu có, nhưng cũng không chắc là sẽ có phần sau hay không.

## Đón nhận

### Doanh thu phòng vé
| Phim      | Công chiếu       | Doanh thu    | Doanh thu    | Doanh thu     | Xếp hạng doanh thu (từ trước đến nay) | Xếp hạng doanh thu (từ trước đến nay) | Chi phí sản xuất | Tham khảo |
| Phim      | Hoa Kỳ           | Bắc Mỹ       | Quốc tế      | Toàn thế giới | Hoa Kỳ                                | Toàn thế giới                         | Chi phí sản xuất | Tham khảo |
| --------- | ---------------- | ------------ | ------------ | ------------- | ------------------------------------- | ------------------------------------- | ---------------- | --------- |
| Inception | Tháng 7 năm 2010 | $292.576.195 | $532.956.569 | $825.532.764  | 52                                    | 39                                    | $160.000.000     | [ 106 ]   |

Ngày 8 tháng 7 năm 2010, buổi công chiếu đầu tiên của Inception diễn ra tại Quảng trường Leicester ở London, Vương quốc Anh. Sau đó, bộ phim được khởi chiếu tại các rạp truyền thống và rạp IMAX từ ngày 16 tháng 7 năm 2010. Tại Hoa Kỳ và Canada, Inception được chiếu tại 3.792 rạp chiếu phim truyền thống và 195 rạp IMAX. Chỉ trong ngày đầu công chiếu, phim đã mang về 21,8 triệu đô la Mỹ, với các suất chiếu lúc nửa đêm tại hơn 1.500 địa điểm. Trong cuối tuần đầu ra mắt, bộ phim thu về 62,7 triệu đô la Mỹ và lập tức dẫn đầu các bảng xếp hạng. Với doanh thu này, Inception đạt danh hiệu là bộ phim có doanh thu cao thứ hai trong cuối tuần đầu công chiếu, chỉ sau Avatar ở tiêu chí phim độc lập, không phải là hậu bản, bản làm lại hay bản chuyển thể. Bộ phim vẫn giữ vị trí cao nhất trên bảng xếp hạng trong cuối tuần thứ hai và ba sau ngày ra mắt, giảm 32% (42,7 triệu) và 36% (27,5 triệu đô la Mỹ) theo thứ tự, trước khi rơi xuống vị trí thứ hai vào cuối tuần thứ tư, sau The Other Guys.
Inception mang về doanh thu 292 triệu đô la Mỹ tại Hoa Kỳ và Canada, 56 triệu đô la Mỹ tại Vương quốc Anh, Ireland và Malta và 475 triệu đô la Mỹ tại các nước khác; tổng doanh thu là 823 triệu đô la Mỹ. Năm thị trường có doanh thu phòng vé cao nhất sau Mỹ và Canada (292 triệu) là Trung Quốc (68 triệu), Vương quốc Anh, Ireland và Malta (56 triệu), Pháp và vùng Maghreb (43 triệu), Nhật Bản (40 triệu) và Hàn Quốc (38 triệu đô la Mỹ). Bộ phim xếp thứ sáu về doanh thu trong năm 2010 tại thị trường Bắc Mỹ, xếp thứ tư ở các thị trường khác, sau Toy Story 3, Alice in Wonderland và Harry Potter and the Deathly Hallows - Part 1. Hiện tại, phim đang xếp thứ 38 trong số các phim có doanh thu cao nhất trong lịch sử. Inception là bộ phim có lợi nhuận cao thứ ba trong sự nghiệp Christopher Nolan, sau The Dark Knight và The Dark Knight Rises— đồng thời là phim mang về lợi nhuận cao thứ nhì cho Leonardo DiCaprio— sau Titanic.

### Đánh giá chuyên môn
Rotten Tomatoes cho Inception số điểm 87% dựa trên các đánh giá từ 351 nhà phê bình, với điểm trung bình là 8,11/10. Theo trang web, các đánh giá chủ yếu mô tả bộ phim "thông minh, sáng tạo và hấp dẫn, Inception là bộ phim bom tấn hiếm hoi trong mùa hè này đã thành công cả về bản năng lẫn trí tuệ". Metacritic, một trang tổng hợp đánh giá khác, cho bộ phim 74 trên 100 điểm dựa trên 42 đánh giá từ nhiều nhà phê bình, chủ yếu đều là các phản hồi tích cực. Trong cuộc bình chọn tổ chức bởi CinemaScore trong thời gian cuối tuần đầu công chiếu, khán giả cho bộ phim điểm trung bình là "B+".
Trong khi một số nhà bình luận cho rằng bộ phim hoàn toàn không có tính chất phức tạp, thậm chí phê bình chủ đề của phim là "chất liệu tầm thường vô vị", thì những cuộc thảo luận trực tuyến tỏ ra tích cực hơn. Các cuộc tranh luận chủ yếu tập trung vào tính mơ hồ của đoạn kết phim, với nhiều nhà phê bình trong đó có Devin Faraci đặt giả thuyết bộ phim là một sự tự tham chiếu chính nó, một bộ phim về việc sản xuất phim và một giấc mơ về giấc mơ. Một số nhà bình luận khác xem Inception như một cách nói bóng gió đến đạo Cơ đốc và tập trung vào việc bộ phim sử dụng các biểu tượng của nước và tôn giáo. Một vài người khác, như Kristin Thompson, không thấy nhiều giá trị trong đoạn kết mơ hồ của phim, mà tìm thấy giá trị trong cấu trúc và phương pháp kể chuyện hơn, làm nổi bật Inception với phong cách dẫn chuyện liên tục đưa ra tình tiết.
Nhìn chung, nhiều tạp chí dành cho Inception những nhận xét tích cực. Peter Travers của tạp chí Rolling Stone gọi Inception là một "ván cờ vua khéo léo đến cực kỳ" và kết luận rằng "kết quả là một cú hạ đo ván". Jim Vejvoda của IGN đánh giá bộ phim là hoàn hảo, nói rằng nó là một "thành tựu phi thường của một nhà làm phim đang thể hiện tốt hơn qua từng bộ phim". David Roark của Relevant Magazine gọi bộ phim là thành tựu lớn nhất của Nolan, nói rằng "Về cả mặt hình thức, trí tuệ và cảm xúc, Inception là một kiệt tác".
Tạp chí Empire cho bộ phim năm sao trong ấn bản tháng 8 năm 2010, viết: "Cảm giác giống như Stanley Kubrick chuyển thể tác phẩm của tác giả khoa học viễn tưởng vĩ đại William Gibson... Nolan mang đến một tác phẩm khởi nguồn: chào mừng đến một nơi chưa ai khám phá". Entertainment Weekly cho bộ phim điểm B+ và Lisa Schwarzbaum viết, "Nó là một chuỗi các hình ảnh bùng nổ đầy góc cạnh và mê hoặc như bất kỳ hình ảnh nào trong các bức tranh của M.C. Escher; thậm chí phép nối ngược trong Memento còn trông thô sơ nếu so sánh với nó". New York Post cho bộ phim 4 sao, và Lou Lumenick viết, "DiCaprio, vai nhân vật nam chính bị dày vò, lôi kéo bạn vào một câu chuyện tình mà thậm chí những người không hâm mộ thể các phim khoa học viễn tưởng cũng sẽ bị hấp dẫn". Roger Ebert của Chicago Sun-Times cho bộ phim 4 trên 4 sao và nhận nét rằng "điểm mấu chốt là ở sự tiến triển, ở việc đấu tranh vượt qua các lớp thực tại và giấc mơ, thực tại trong giấc mơ, giấc mơ mà không có thực tại. Nó là kiểu tung hứng đầy nghẹt thở". Richard Roeper, cũng của báo Sun-Times, cho Inception điểm hoàn hảo "A+" và gọi bộ phim là "một trong những phim hay nhất của thế kỷ [21]".
Mark Kermode từ BBC Radio 5 Live gọi Inception là bộ phim hay nhất của năm 2010, nói rằng "Inception là bằng chứng cho thấy con người không ngốc nghếch, điện ảnh không phải là đồ bỏ, và một tác phẩm bom tấn và một tác phẩm nghệ thuật có thể là cùng một thứ".
Trong bài bình luận của mình trên Chicago Tribune, Michael Phillips đánh giá bộ phim 3 trên 4 sao và viết, "Tôi ước giá như Inception lạ hơn nữa, xa xăm hơn nữa... bộ phim hoàn toàn là một mê cung của Nolan, và thật hài lòng khi được xem một bộ phim mùa hè có tham vọng lớn". Richard Corliss của tạp chí Time viết "ý tưởng tráng lệ về việc ghép tầm nhìn của một người vào trong tâm trí của rất nhiều khán giả... Ý tưởng đi xem phim và cùng mơ chung một giấc mơ đã có từ hàng thế kỷ. Với Inception, người xem có cơ hội được thấy khái niệm đó đã biến chuyển hiện đại ra sao". Trên Los Angeles Times, Kenneth Turan cảm thấy rằng Nolan có khả năng hòa quyện "yếu tố truyền thống và hiện đại trong làm phim. Nếu bạn đang tìm kiếm cách tiêu khiển thông minh và mạnh mẽ, nó sẽ trông giống thế này".
USA Today cho phim ba sao rưỡi trên thang bốn sao, và nhà báo Claudia Puig cảm thấy Nolan "coi khán giả của ông thông minh hơn bản thân họ–hay ít nhất là có khả năng với được đến tầm sáng tạo của ông. Một yêu cầu cao. Nhưng thật thoải mái khi tìm thấy một người đạo diễn làm chúng ta phải rướn người, đôi khi theo cách khó khăn, để bắt kịp".
Tuy nhiên, không phải mọi đánh giá về bộ phim đều là đánh giá tích cực. David Edelstein của tạp chí New York nói trong bài viết của ông rằng ông "không biết vì sao nhiều người say mê nó như thế. Cứ như là có ai đi vào trong đầu họ khi họ đang ngủ và gieo vào đó ý tưởng rằng Inception là một kiệt tác và—đợi đã... Ô! Tôi biết rồi. Bộ phim là cách nói ẩn ý về sức mạnh của quảng cáo thổi phồng ảo tưởng—một sự ẩn ý của chính nó". Rex Reed từ The New York Observer nói bộ phim "đúng là thứ chúng tôi mong đợi từ các phim mùa hè nói chung và phim của Christopher Nolan nói riêng... tôi không coi nó là một thành tựu". A. O. Scott của The New York Times bình luận "có nhiều thứ để xem trong Inception, không có cái gì gọi là tầm nhìn nguyên bản. Ý tưởng của ông Nolan về tâm trí là quá trực nghĩa, quá phù hợp lý luận, và quá theo khuôn khổ để đo lường mức độ điên rồ".
Một vài nguồn cho rằng nhiều phần nội dung của phim có nét tương đồng với truyện tranh năm 2002 tên The Dream of a Lifetime của Uncle Scrooge.
Tháng 4 năm 2014, The Daily Telegraph đưa bộ phim vào danh sách 10 phim được đánh giá cao quá mức. Tim Robey của tờ Telegraph nói rằng "Bộ phim thất bại về mặt hình sự khi nó ngụ ý giấc mơ con người có thể bị xâm nhập, nhưng không mô tả đặc điểm nào để xác định cảm giác về giấc mơ, và không có cách nào để nhận ra ngay rằng mình đang ở trong một giấc mơ". Inception nhận được giải cao nhất trong một cuộc bình chọn không chính thức của Los Angeles Times cho bộ phim được đánh giá cao quá mức của năm 2010.
Tháng 3 năm 2011, thính giả của BBC Radio 1 và BBC Radio 1Xtra đã bình chọn bộ phim là phim ưa thích thứ chín của họ. Năm 2012, Inception xếp hạng thứ 35 cho Phim được biên tập hay nhất từ trước đến nay bởi Hiệp hội Biên tập viên Điện ảnh. Cùng năm đó, Total Film gọi bộ phim là phim có khả năng được xem lại nhiều nhất của mọi thời. Năm 2014, Empire xếp hạng Inception ở vị trí thứ 10 trong số các phim hay nhất trong lịch sử, theo kết quả bình chọn bởi độc giả.

### Giải thưởng
Inception xuất hiện trong 273 danh sách mười phim hay nhất của năm 2010, và đứng đầu trong 55 trong số các danh sách đó. Bộ phim cũng là một trong các phim được đánh giá cao nhất trong năm 2010, cùng với các phim The King's Speech và Black Swan.
Trong lĩnh vực kỹ thuật, bộ phim giành được nhiều giải thưởng như Giải Oscar cho Quay phim xuất sắc nhất, Biên tập âm thanh xuất sắc nhất, Hòa âm hay nhất, và Hiệu ứng hình ảnh xuất sắc nhất, và Giải thưởng của Hiệp hội Điện ảnh Anh cho Thiết kế sản xuất xuất sắc nhất, Hiệu ứng hình ảnh đặc biệt xuất sắc nhất và Hòa âm hay nhất. Trong số những đề cử trong lĩnh vực nghệ thuật như Phim, Đạo diễn và Kịch bản tại Giải Oscar, BAFTA và Giải Quả cầu vàng, bộ phim bị đánh bại bởi The Social Network và The King's Speech. Tuy nhiên, bộ phim giành hai giải danh dự cho phim giả tưởng hay khoa học viễn tưởng: Giải Bradbury năm 2011 cho sản phẩm chính kịch hay nhất và Giải Hugo năm 2011 cho trình diễn chính kịch xuất sắc nhất, dạng dài.